# Daniele Foraboschi
Daniele Foraboschi (Besana Brianza, 18 ottobre 1941 – Milano, 11 settembre 2018) è stato uno storico e papirologo italiano.

## Biografia
Trasferitosi da bambino da Besana in Brianza a Milano, nel 1964 si è laureato con Raffaele Cantarella presso l'Università degli Studi di Milano con una tesi sui Banchettanti di Aristofane. 
Successivamente passa a collaborare con Ignazio Cazzaniga, che lo coinvolge nella creazione di una scuola di studiosi con l'obiettivo della ricostruzione documentaria del mondo antico, avvalendosi di tutti gli strumenti filologici, papirologici, numismatici ed archeologici, in grado di restituire i documenti ed arrivare ad una interpretazione storica a tutto tondo delle società antiche. L'esperienza papirologica di Foraboschi si articolò tra Milano e l'Università di Oxford, ove soggiornò. 
Dal 1967 compì regolari campagne di scavo in Egitto (Narmouthis, Tebtynis, Aswuan) con Edda Bresciani. Numerosissimi i papiri pubblicati, nella collezione degli Oxyrhinchus Papyri/Papiri di Ossirinco e nelle raccolte milanesi. Fu allievo e collaboratore di Emilio Gabba, iniziatore, presso l'Università di Pavia, di un profondo rinnovamento metodologico negli studi sul mondo antico. Nel contesto della Scuola di Pavia ebbe una significativa collaborazione con Alessandra Gara, specialista di economia monetaria dell'Egitto antico.  
Dal 1971 fu professore associato di Storia economica e sociale a Pisa per circa 15 anni, mentre nei primi anni del 1980 fu chiamato all'Università degli Studi di Milano, dove fu Professore Ordinario di Storia Romana fino al pensionamento e insegnò Numismatica e Storia economica e sociale del mondo antico. Diresse inoltre la Rivista italiana di numismatica dal 1991 al 2006 ed è stato membro del direttivo del Centro ricerche papirologiche Achille Vogliano e membro del Comitato Scientifico del Centro Studi per la Politica Estera, entrambi presso l'Università di Milano. Fu amico di Mario Attilio Levi negli ultimi anni di vita dello storico e con lui iniziò ad utilizzare il bagaglio metodologico dell'antropologia nello studio del mondo antico, un interesse che è poi culminato nel suo ultimo lavoro sulla violenza. Di formazione marxista, ha intrecciato nella lettura della storia la filologia, l'antropologia, la filosofia e anche la psicoanalisi. 
È morto inaspettatamente nella notte dell'11 settembre 2018 nella sua casa di Milano dopo un viaggio in Turchia sulle tracce del geografo e storico Strabone.

## Opere (parziale)
- Onomasticon alterum papyrologicum. Supplemento al Namenbuch di F. Preisigke, Istituto editoriale cisalpino, Milano-Varese 1971, 353 p.

- L’archivio di Kronion, Cisalpino-Goliardica, Milano 1971, XXXIX, 153 p.

- P(apiri). Mil(ano). Vogliano 301-308. La contabilità di un'azienda agricola nel 2. sec. d.C., Istituto editoriale cisalpino, Milano 1981, 112 p., 8 tav. ripiegate

- Lineamenti di storia della Cisalpina romana. Antropologia di una conquista, NIS, Roma 1992, 158 p.[3]

- Guida bibliografica allo studio della storia antica. Storia greca storia romana (con D. Ambaglio), B. Mondadori, Milano 1992, 128 p.

- Introduzione alla storia antica (con D. Ambaglio), B. Mondadori, Milano 1995, XI, 210 p.

- Guerra, Rivolta, Egemonia, Cuem, Milano 1998, 115 p.

- "Tra erudizione e storiografia. Scritti in onore di I. Calabi Limentani (ed. a cura di D. Foraboschi), Bologna, Cisalpino 1999.

- Introduzione alla storia di Roma (con Emilio Gabba, Dario Mantovani, Elio Lo Cascio, Lucio Troiani, Led, Milano1 999, 663 p.

- Economie antiche, Cuem, Milano 2000, 138 p.

- Storia romana. Il Mediterraneo dai popoli italici agli arabi in Italia (con Mario Attilio Levi), Cisalpino, Bologna 2004, XII, 271 p.

- Le parole chiave della storia romana, Carocci, Roma 2008, 112 p.

- Integrazione e alterità. Incontri/scontri di culture nel mondo antico (con S. Bussi), Milano 2013, pp. 341

- Riflessioni sulla violenza. Tra mondo antico e contemporaneità (pubblicato postumo), Biblion editore, Milano 2021, 244 p.[4]